# ۳۲۰ (میلادی)
۳۲۰ (میلادی) سیصد و بیستمین سال تقویم میلادی است.

## درگذشتگان
‎